# Sveriges värsta bilförare 2005
Sveriges värsta bilförare 2005 var den första säsongen av Sveriges värsta bilförare och sändes mellan säsongsstarten den 29 april 2005 och finalen som sändes den 3 juni 2005 där Emelia Nyvall korades till Sveriges värsta bilförare i TV4. Programledare var Linda Isacsson.

Juryn i första säsongen av Sveriges värsta bilförare var Jan "Alex" Alexandersson, Richard Göransson och Annika Nilsson.

## Om programmet
I varje avsnitt genomförde deltagarna tre olika tester (undantaget första programmet som bara hade två tester) i form av olika vanliga och ovanliga situationer som bilförare kan stöta på i trafiken. Programmets jury fanns antingen med på plats vid testerna eller så kollade de på testerna i efterhand på video. Juryn fick sedan göra bedömningar om vilka förare som hade utvecklats mest respektive minst och därefter även avgöra vilken deltagare per program som gjort sig förtjänad av att lämna tävlingen. I alla avsnitt utom det första fick deltagare, en efter en, lämna programmet. 
När juryn gjorde bedömningar av deltagarna användes en tavla som var uppdelad med ett rött streck. Deltagare som hamnade ovanför det röda strecket var deltagare som juryn tyckte var bäst i det avsnittet medan deltagarna under röda strecket ansåg juryn vara de som presterat sämst i det avsnittet.

## Deltagare
Namnen i liten text var förarnas respektive co-driver.
- Ann-Kathrine Öberg, 43 år från Ängelholm, med Karin Roos.
- Emelia Nyvall, 22 år från Kristinehamn, med Eva Nyvall.
- Jenny Stoltz, 22 år från Grums, med Krister Larsson.
- Maria Karlsson, 59 år från Stenungsund, med Bent Nielsen.
- Susanne Warrenstein, 51 år från Sundbyberg, med Mona Warrenstein.
- Sven-Ingvar "Snappe" Eriksson, 39 år från Hammerdal, med Lena Eriksson.
- Tobias Hallqvist, 21 år från Norrköping, med Jonas Hallqvist.

## Resultat
Tester i kursiv text innebär att det visades ingen titel på testet.

| Avsnitt | Sändes        | Tester                                                                | Över Röda Linjen                                       | Bästa Föraren                                          | Pris                                                                        |
| ------- | ------------- | --------------------------------------------------------------------- | ------------------------------------------------------ | ------------------------------------------------------ | --------------------------------------------------------------------------- |
| 1       | 29 april 2005 | Stadskörning Bromstest                                                | Susanne Maria "Snappe"                                 | Ingen                                                  | Inget pris; Ingen fick lämna programmet                                     |
| 2       | 6 maj 2005    | Test 1: Bred last Test 2: Backa på smal väg Test 3: Trepunktsvändning | Tobias "Snappe" Ann-Kathrine                           | Ann-Kathrine                                           | En elskoter Ann-Kathrine fick välja mellan fyra olika kuvert.               |
| 3       | 13 maj 2005   | Test 1: Fickparkering Test 2: Hinderbana Test 3: Omkörning            | Susanne "Snappe" Tobias                                | Tobias                                                 | En Aprilia SR50 Tobias fick välja mellan tre olika kuvert.                  |
| 4       | 20 maj 2005   | Test 1: Hög last Test 2: Backa med husvagn Test 3: Kurvteknik         | Jenny "Snappe" Maria                                   | Jenny                                                  | Bensin (för ett värde av 7.000kr) Jenny fick välja mellan två olika kuvert. |
| 5       | 27 maj 2005   | Test 1: Parkera i parkeringshus Test 2: Folkrace Test 3: Hinderbana   | "Snappe" Maria                                         | "Snappe"                                               | En Rover Streetwise (årgång 2005)                                           |
| 6 Final | 3 juni 2005   | Test 1: Halkbana Test 2: Körning i backe                              | Tredje plats: Maria                                    | Tredje plats: Maria                                    | Ett tv-spel samt bensin (för ett värde av 3.000kr)                          |
| 6 Final | 3 juni 2005   | Test 3: Stadskörning                                                  | Andra plats: Susanne Sveriges värsta bilförare: Emelia | Andra plats: Susanne Sveriges värsta bilförare: Emelia | En förarutbildning (för ett värde av 11.250kr)                              |
| 6 Final | 3 juni 2005   | Test 3: Stadskörning                                                  | Andra plats: Susanne Sveriges värsta bilförare: Emelia | Andra plats: Susanne Sveriges värsta bilförare: Emelia | En cykel samt 25 körlektioner                                               |

| Deltagare                     | 1     | 2     | 3     | 4     | 5     | 6      |
| ----------------------------- | ----- | ----- | ----- | ----- | ----- | ------ |
| Emelia Nyvall                 | Under | Under | Under | Under | Under | SVB    |
| Susanne Warrenstein           | Över  | Under | Över  | Under | Under | Andra  |
| Maria Karlsson                | Över  | Under | Under | Över  | Över  | Tredje |
| Sven-Ingvar "Snappe" Eriksson | Över  | Över  | Över  | Över  | Över  |        |
| Jenny Stoltz                  | Under | Under | Under | Över  |       |        |
| Tobias Hallqvist              | Under | Över  | Över  |       |       |        |
| Ann-Kathrine Öberg            | Under | Över  |       |       |       |        |

     Över - Denna deltagare hamnade över den röda linjen och fick lämna programmet.
     Över - Denna deltagare hamnade över den röda linjen men blev kvar i programmet.
     Under - Denna deltagare hamnade under den röda linjen och blev kvar i programmet.
     SVB - Denna deltagare blev korad till Sveriges värsta bilförare.
     Andra - Denna deltagare kom på en andra plats.
     Tredje - Denna deltagare kom på en tredje plats.